# 圣洛朗多尔特
圣洛朗多尔特（法語：Saint-Laurent-d'Olt，法語發音：[sɛ̃ loʁɑ̃ dɔlt]，意为“奥尔特河的圣洛朗”）是法国阿韦龙省的一个市镇，属于米约区。

## 地理
圣洛朗多尔特（44°26'46"N, 3°6'40"E）面积28.74 平方千米，位于法国奧克西塔尼大區阿韦龙省，该省份为法国南部内陆省份，位于法國中央高原南部，北起顺时针与康塔爾省、洛泽尔省、加尔省、埃罗省、塔恩省、塔恩-加龙省和洛特省接壤。
与圣洛朗多尔特接壤的市镇（或旧市镇、城区）包括：康帕尼亚克、拉卡佩勒博南斯、波迈罗勒、巴纳萨克-卡尼亚克、圣皮埃尔德诺加雷、特雷朗、卡尼亚克。
圣洛朗多尔特的时区为UTC+01:00、UTC+02:00（夏令时）。

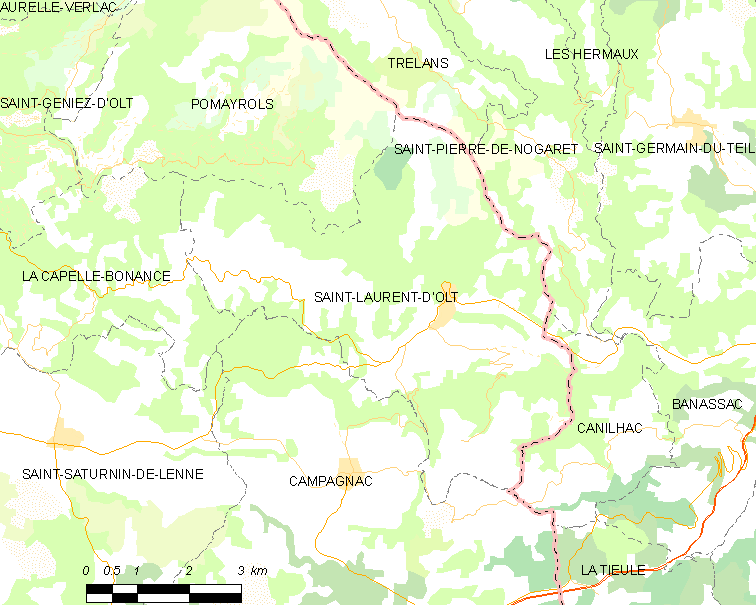
圣洛朗多尔特的OSM定位图

## 行政
圣洛朗多尔特的邮政编码为12560，INSEE市镇编码为12237。

## 政治
圣洛朗多尔特所属的省级选区为塔恩-科斯县。

## 人口

1962-2008年间圣洛朗多尔特人口变化图示

圣洛朗多尔特于2022年1月1日时的人口数量为631人。